# Frederick Kingsbury
Frederick Kingsbury   (Fredericksburg, 20 de maig de 1927 - Guilford, 7 d'octubre de 2011) fou un remer estatunidenc que va competir durant la dècada de 1940. Era fill del també medallista olímpic Howard Kingsbury.
El 1948 va prendre part en els Jocs Olímpics de Londres, on guanyà la medalla de bronze en la prova del quatre sense timoner del programa de rem. Formà equip amb Stuart Griffing, Gregory Gates i Robert Perew.